# South Downs
Les South Downs constituent l'un des quatre massifs calcaires du Sud de l’Angleterre. Ils s'étendent de l'est du Hampshire au Sussex de l'Est en passant par le Sussex de l'Ouest et Brighton et Hove, pour se terminer par les falaises de Beachy Head. Deux zones des Downs ont été classées Areas of Outstanding Natural Beauty (AONB) ; elles comportent plusieurs sites d'intérêt scientifique et forment depuis mars 2009 le treizième parc national d'Angleterre (1 627 km2).
La région est relativement peu peuplée, bien que le littoral, au sud, ne soit qu'une succession ininterrompue de stations balnéaires : traversée par un chemin de grande randonnée central connecté à plusieurs chemins de traverse, elle est fort appréciée des randonneurs. Trois grandes brèches interrompent le plateau, laissant le passage à des rivières ; plusieurs vallées sèches courent parallèlement à cette chaîne. La région donne son nom à une race de mouton, le southdown, qui y encore élevé.
Les South Downs s'enorgueillissent d'un riche passé ; on y trouve des vestiges remontant au Néolithique. Jusqu'au milieu du XXe siècle, l'élevage demeurait la principale activité économique des Downs.

## Toponymie
Downs vient du vieil anglais dun, qui signifie « colline ».

## Géographie

### Topographie

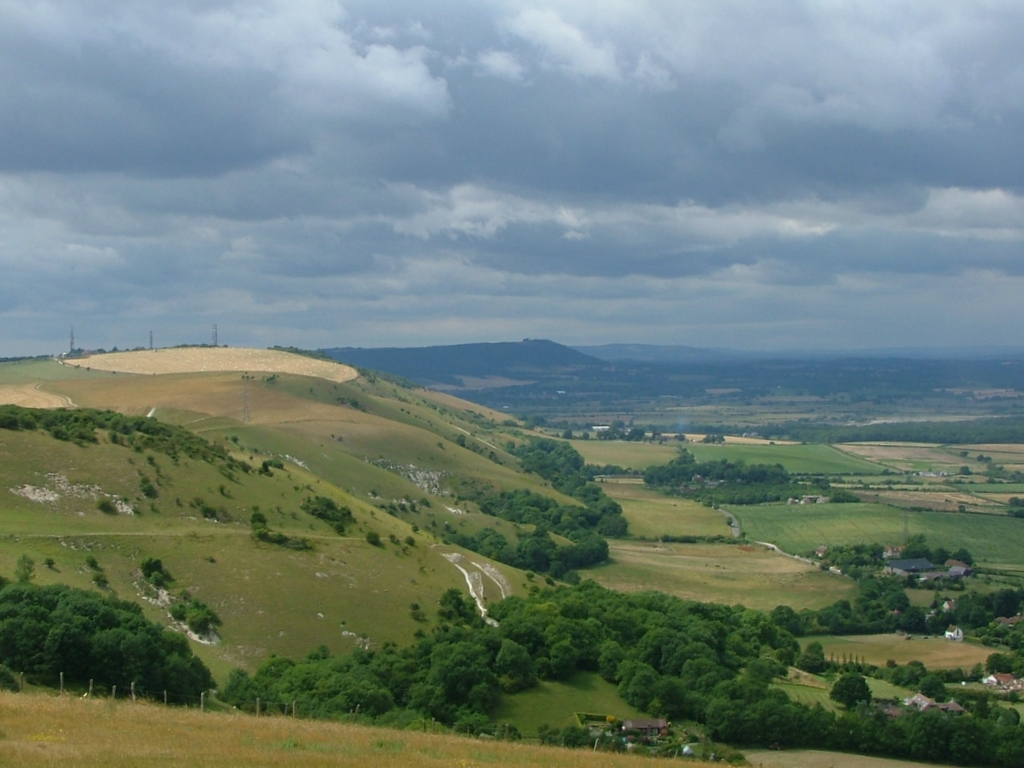
Les South Downs.

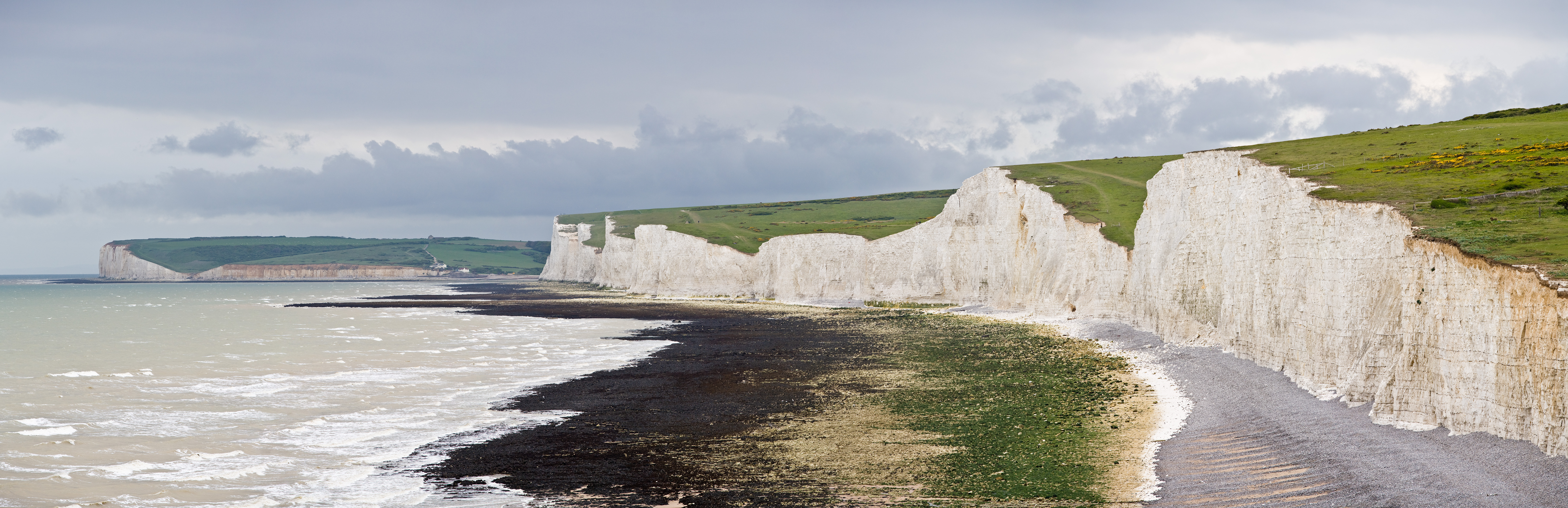
Panorama des Seven Sisters, sur la côte du Sussex de l'Est.

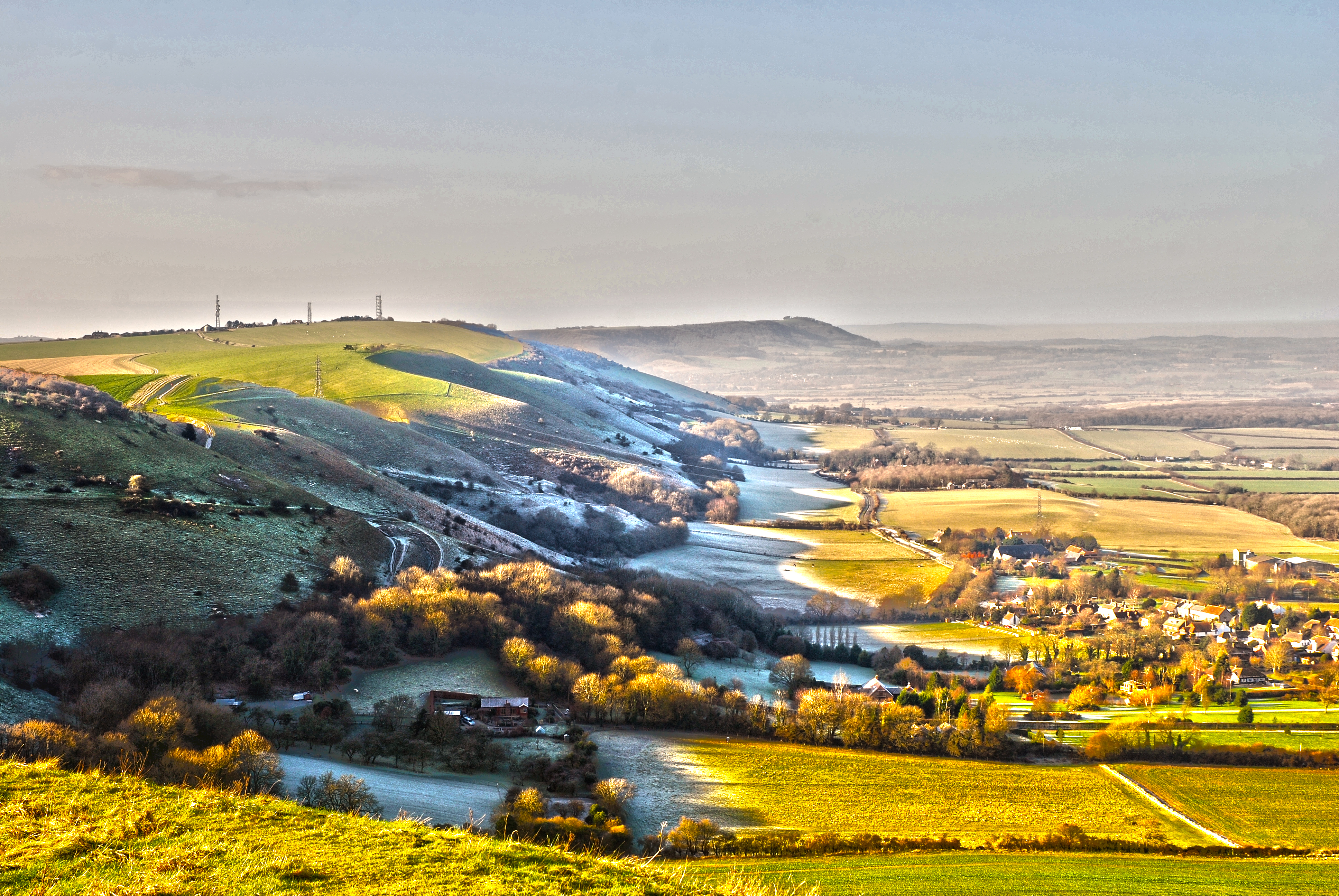
Vue de l'escarpement.

Les South Downs s'étendent sur 110 km d’ouest en est, et plus de 10 km du nord au sud. Les deux crêtes des North et South Downs se rejoignent pour former les Downs du Wessex, précisément à l'endroit où la vallée du Meon vient borner le Hampshire. L'extrémité orientale, qui vient mourir sur le littoral entre Seaford et Beachy Head, donne naissance au paysage des Seven Sisters, ces falaises ondulées qui sont les vestiges de vallées érodées par la mer.
Le point culminant des South Downs est Butser Hill, juste au sud de Petersfield : avec une altitude de 270 mètres, c'est l'un des marilyns d’Angleterre. Ci-dessous figure la liste des collines des South Downs dépassant l'altitude de 210 m, d'ouest en est :
| Nom de la colline | Agglomération voisine | Altitude | Remarques                                                                         |
| ----------------- | --------------------- | -------- | --------------------------------------------------------------------------------- |
| Butser Hill       | Petersfield           | 270 m    | Point culminant des South Downs                                                   |
| West Harting Down | South Harting         | 215 m    |                                                                                   |
| Beacon Hill       | South Harting         | 242 m    |                                                                                   |
| Linch Down        | Bepton                | 248 m    |                                                                                   |
| Littleton Down    | East Lavington (en)   | 255 m    | Le sommet s'appelle Crown Tegleaze : c'est le point culminant des Downs du Sussex |
| Glatting Beacon   | Sutton                | 245 m    |                                                                                   |
| Chanctonbury Hill | Washington            | 238 m    | On y trouve la motte castrale de Chanctonbury Ring                                |
| Truleigh Hill     | Upper Beeding         | 216 m    |                                                                                   |
| Ditchling Beacon  | Ditchling             | 248 m    |                                                                                   |
| Firle Beacon      | Firle                 | 217 m    |                                                                                   |

### Hydrographie
Quatre rivières irriguent les Downs : ce sont, d'ouest en est, l’Arun, l’Adur, l’Ouse et la Cuckmere. Les sources calcaires et les ruisseaux pourvoient à l'essentiel des besoins en eau des agglomérations voisines. Les mares sont un paysage caractéristique de ces collines : ces points d'eau artificiels servent à abreuver le bétail.

### Géologie

Contexte géologique des Downs : l’anticlinal du Weald.

Les South Downs forment les vestiges méridionaux du dôme du Weald qui s'est constitué il y a 60 millions d'années comme une terrasse marine : la roche est formée des squelettes microscopiques d'un zooplancton marin, d'où elle tire sa couleur. Cette roche contient d'ailleurs de nombreux autres fossiles ; les lits de silex traversent de part en part cette formation. L’érosion a mis à nu la partie centrale du dôme, faisant des South Downs et de leur réplique, les North Downs, deux lignes de crête, comme le montre la coupe géologique. La roche la plus dure, et qui forme la partie la plus élevée de l'ancien dôme, est le Weald.
Le calcaire, par sa porosité, laisse filtrer l'eau ; c'est pourquoi on trouve de nombreux ruisseaux sur le versant nord.

## Histoire

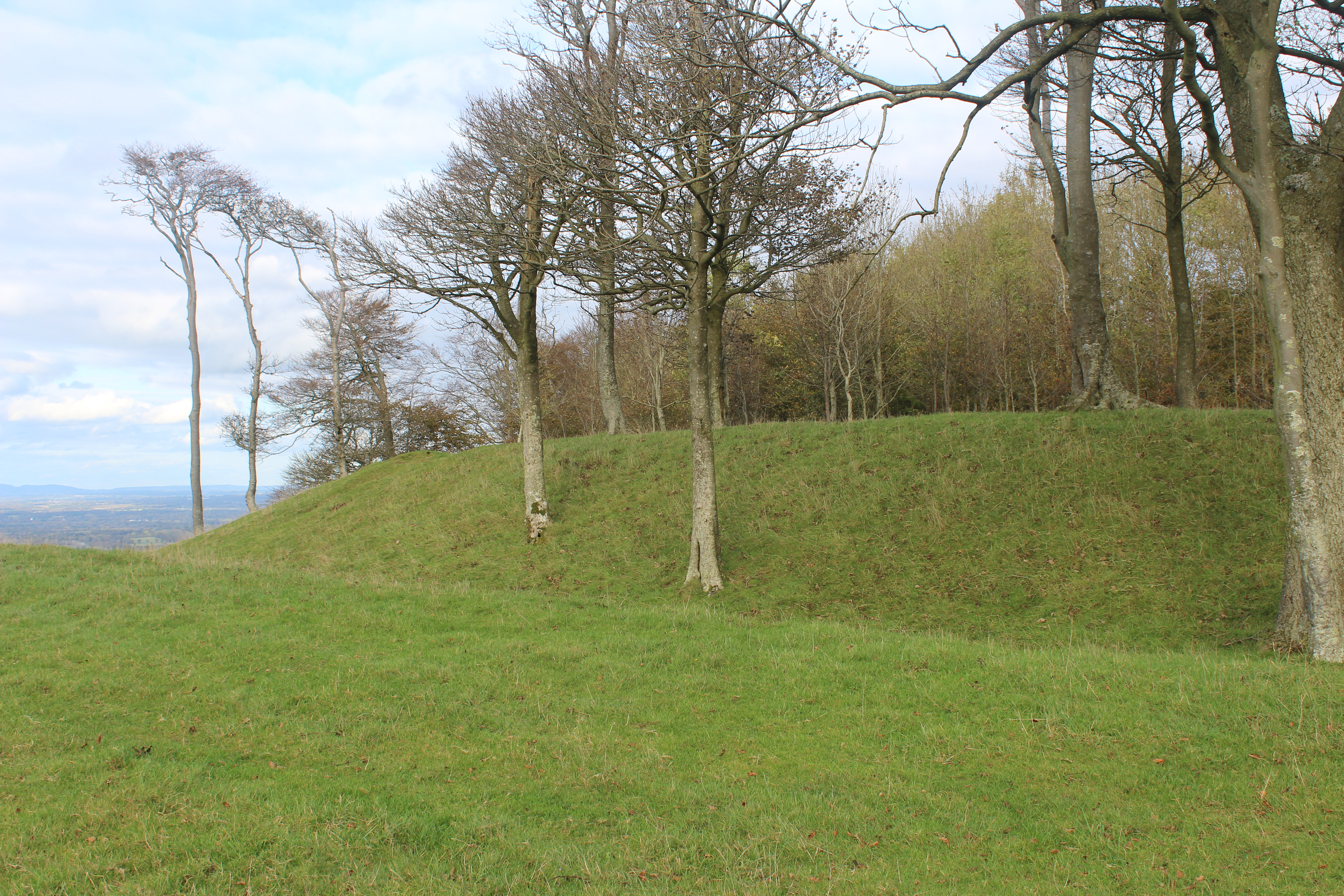
Chanctonbury Ring, un oppidum de l'âge du fer.

Les recherches archéologiques démontrent que les Downs ont été habitées et exploitées depuis des milliers d'années : on trouve partout des carrières de silex et des foyers du Néolithique, des tertres de l’âge du bronze et des forts de l’âge du fer.
On estime que le couvert arbustif des Downs a été défriché il y a 2 500 ans ; l'herbe rase qui prédomine aujourd'hui est le résultat de l'élevage continu des ovins.

## Activités

### Protection environnementale

Les South Downs sont devenus le treizième parc national d'Angleterre en mars 2009.

Deux zones des Downs ont été classées Areas of Outstanding Natural Beauty : le Hampshire de l'Est et les Downs du Sussex.
Une première proposition de créer un parc national des South Downs avait été prise en considération par le gouvernement britannique en 1999 ; mais à l'issue de l'enquête publique de 2003-2005, et diverses objections juridiques, il a fallu entreprendre une nouvelle enquête en février 2008. La décision de créer ce parc a été prise le 1er avril 2010.
Il y a quelques réserves naturelles, dont la principale est celle de Kingley Vale, près de Chichester.

### Tourisme, sports et loisirs
Dès 1923, la Society of Sussex Downsmen (désormais South Downs Society) s'est créée pour protéger le paysage unique des Downs.

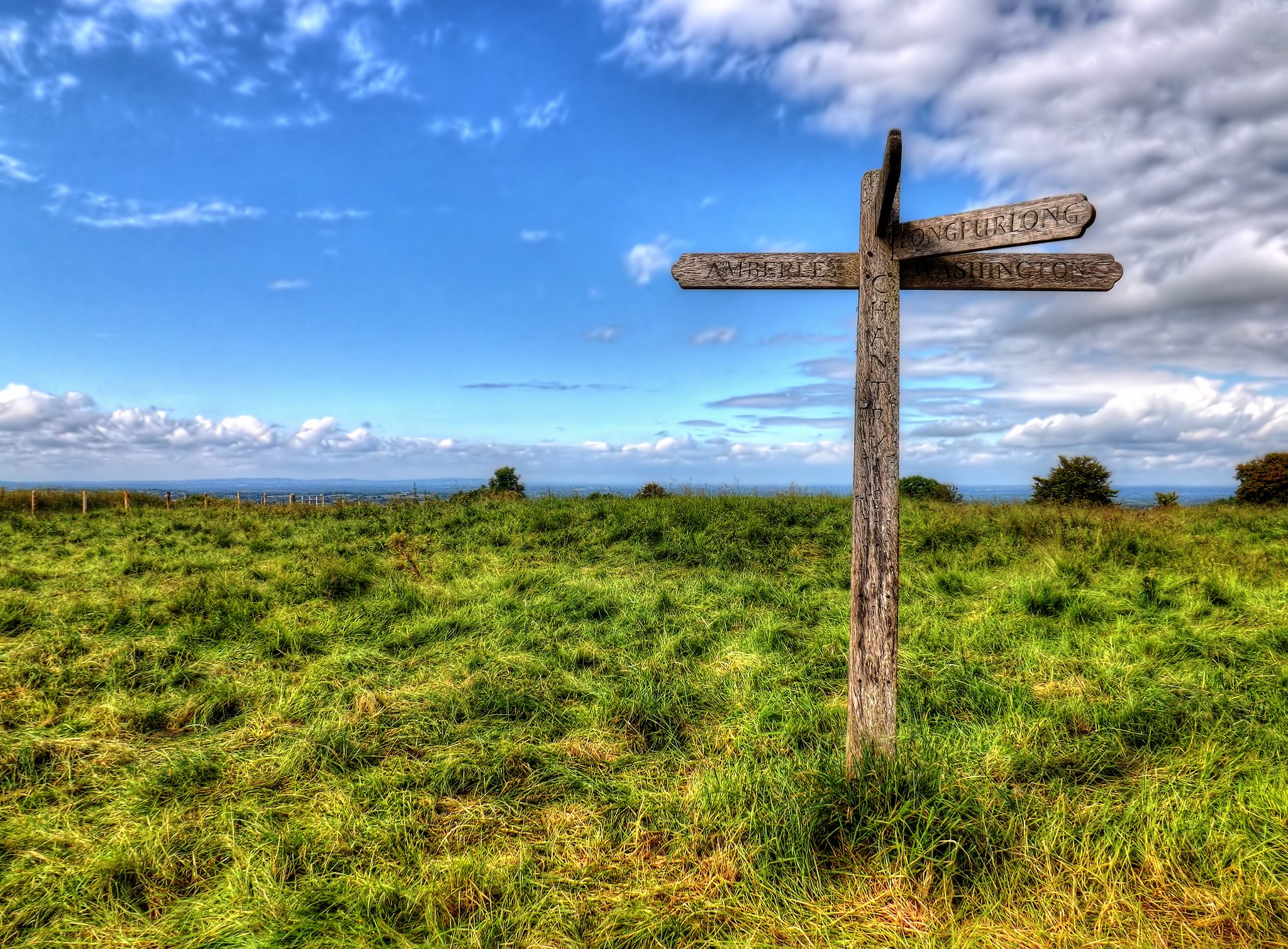
South Downs Way à Chantry Hill.

Les South Downs sont appréciés des randonneurs, et il existe aujourd'hui un réseau de 3 200 km de chemins balisés et régulièrement entretenus pour les promeneurs. L'artère centrale, qui est aussi la plus longue, est le South Downs Way. Le Monarch's Way, qui part de Worcester, traverse les South Downs pour aboutir à Shoreham-by-Sea.
Les Downs se prêtent aussi à la pratique du parapente, du vélo tout terrain, de l’équitation et de la marche.
Les deux principales attractions touristiques des Downs sont le Géant de Wilmington, une silhouette sculptée dans la craie, et les moulins à vent de Clayton. Il y a lieu de citer en outre le Mémorial de Chattri, consacré à la mémoire des troupes coloniales indiennes dont de nombreux membres périrent dans les lazarets de la région de Brighton, où ils étaient rapatriés pour blessures reçues au front pendant la Grande guerre.

## Art et littérature
Les Souths Downs ont inspiré des poètes comme Rudyard Kipling, Hilaire Belloc , Algernon Charles Swinburne , Francis William Bourdillon.
Plusieurs romanciers en ont fait le cadre d'un de leurs romans. C'est le cas de Richard Doddridge Blackmore (Alice Lorraine: a tale of the South Downs, 1875), ou encore d'Arthur Conan Doyle, qui charge son narrateur, le Dr Watson, de rapporter que Sherlock Holmes prend sa retraite dans une petite ferme sur les Downs près d'Eastbourne. Dans le dernier recueil des aventures de Sherlock Holmes, le récit intitulé The Lion's Mane a pour cadre les South Downs. Le premier roman de Graham Greene, The Man Within (1929) a pour décor principal les South Downs dont Greene offre une description détaillée, tant des paysages que de l'atmosphère qui s'en dégage.
L'artiste Eric Ravilious (1902-1942) a souvent représenté cette région.